# آناندا

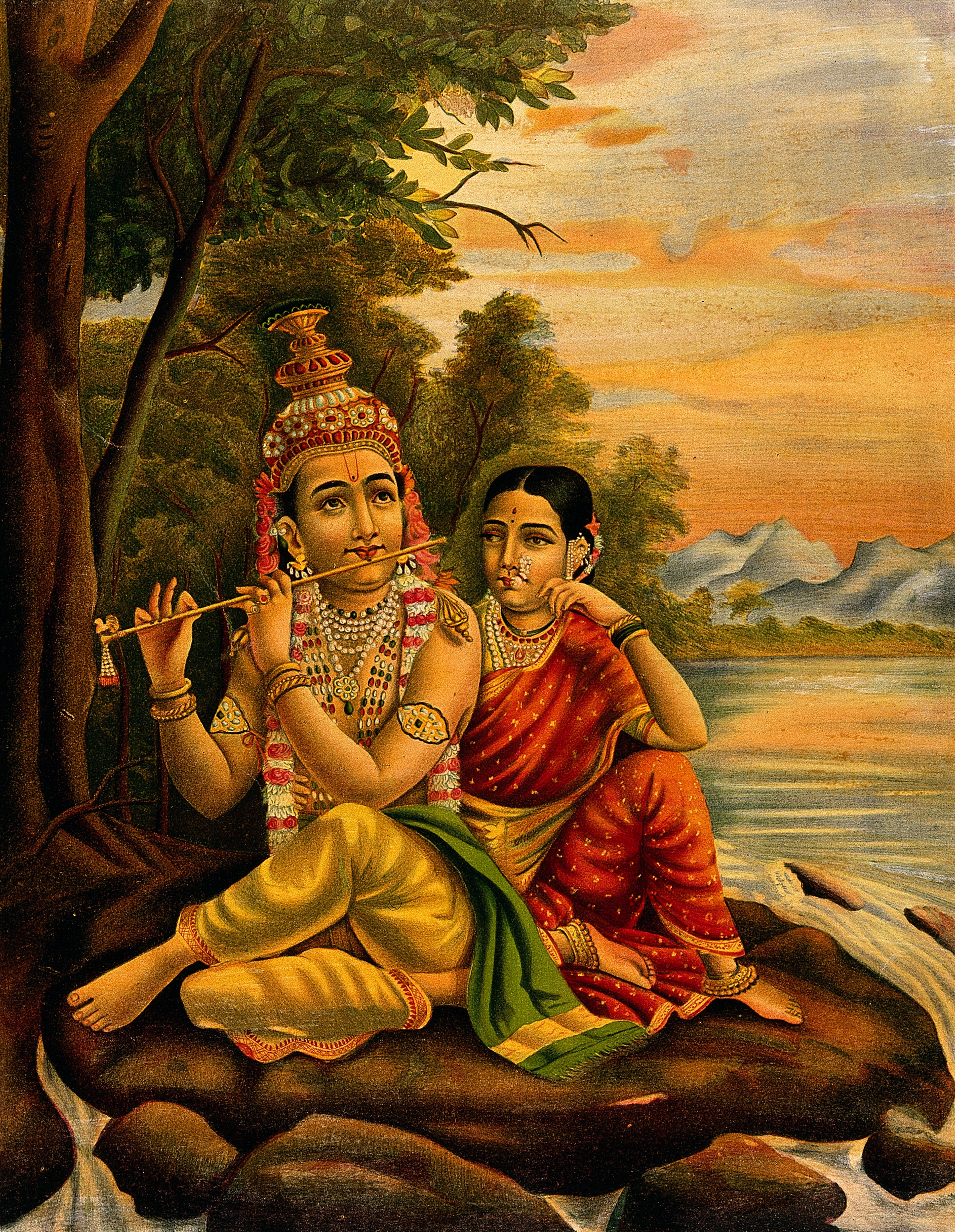

Ānanda (سانسکریت: आनन्द) در لغت به معنای سعادت و سرور است. در وداهای هندو، اوپانیشادها و باگاواد گیتا، آناندا به معنای سعادت ابدی است که با پایان چرخه تولد دوباره همراه است.
کسانی که خود را کاملاً تسلیم اراده الهی می‌کنند، به پایان نهایی روند زندگی چرخه ای (saṃsāra) می‌رسند تا در یگانگی کامل از سعادت (آناندا) برخوردار شوند.

## توصیف‌های مختلف از آناندا در فلسفه هندو

### تایتیریا اوپانیشاد
شاید جامع‌ترین رساله دربارهٔ «آناندا» را بتوان در «آناندا والی» یافت، جایی که سطح لذت‌ها، شادی‌ها و شادی‌ها مشخص شده و از «سعادت نهایی» متمایز می‌شود. حالت عدم دوگانگی.

### سوامی ویوکاناندا
سوامی ویوکاناندا مدعی شده‌است که دلیل وجود معانی مختلف آناندا و راه‌های مختلف دستیابی به آن در فلسفه هندو این است که انسان‌ها با یکدیگر تفاوت دارند و هر کدام مناسب‌ترین راه را برای رسیدن به آناندا برای خود انتخاب می‌کنند.

### سری اوروبیندو
به گفته سری اوروبیندو، مفاهیم درد و رنج ناشی از عاداتی است که در طول زمان توسط ذهن ایجاد شده‌است که همه چیز را به امور دنیوی تعمیم می‌دهد.

### ودانتا
بر اساس مکتب ودانتا در فلسفه هندو، آناندا حالتی از بودن است که جیوا از همه گناهان، همه شک‌ها، همه خواسته‌ها، همه اعمال، همه دردها، همه رنج‌ها و همچنین از همه لذت‌های عادی جسمی و روانی رها می‌شود. اوپانیشادها مکرراً از کلمه Ānanda برای نشان دادن خود واقعی استفاده می‌کنند، که بر خلاف خود فردی، هیچ وابستگی ندارد.

## راه‌های دستیابی به آناندا
در مکاتب مختلف اندیشه هندو، راه‌های مختلفی برای رسیدن به سعادت و وجد وجود دارد. چهار راه اصلی عبارتند از یوگا باکتی، یوگا جانانا، یوگا کارما و یوگا راجا.